# Hydrotarsus
Hydrotarsus es un género de escarabajos perteneciente a la familia Dytiscidae. Algunos autores lo incluyen ahora en el género Hydroporus. 

## Especiesincluidas
- Hydrotarsus compunctus
- Hydrotarsus pilosus